# Tournoi de tennis d'Akron
Le tournoi d'Akron (Ohio, États-Unis) est un tournoi de tennis féminin du circuit professionnel WTA, organisé de 1973 à 1976.
Chris Evert s'est imposée deux fois en simple.

## Palmarès

### Simple
| No | Date       | Nom et lieu du tournoi         | Catégorie | Dotation | Surface         | Vainqueure       | Finaliste            | Score         |         |
| -- | ---------- | ------------------------------ | --------- | -------- | --------------- | ---------------- | -------------------- | ------------- | ------- |
| 1  | 19-03-1973 | Akron Open, Akron              |           | 25 000 $ | Moquette (int.) | Chris Evert      | Olga Morozova        | 6-3, 6-4      | Tableau |
| 2  | 18-03-1974 | Akron Tennis Open, Akron       |           | NC       | Moquette (int.) | Billie Jean King | Nancy Richey-Gunter  | 6-3, 7-5      | Tableau |
| 3  | 03-02-1975 | Virginia Slims of Akron, Akron | VS Tour   | 75 000 $ | Moquette (int.) | Chris Evert      | Margaret Smith Court | 6-4, 3-6, 6-3 | Tableau |
| 4  | 03-02-1976 | Virginia Slims of Akron, Akron | VS Tour   | 75 000 $ | Moquette (int.) | Evonne Goolagong | Virginia Wade        | 6-2, 3-6, 6-2 | Tableau |

### Double
| No | Date       | Nom et lieu du tournoi        | Catégorie | Dotation | Surface         | Vainqueures                    | Finalistes                      | Score     |         |
| -- | ---------- | ----------------------------- | --------- | -------- | --------------- | ------------------------------ | ------------------------------- | --------- | ------- |
| 1  | 19-03-1973 | Akron Open Akron              |           | 25 000 $ | Moquette (int.) | Patti Hogan Sharon Walsh       | Patricia Bostrom Michèle Gurdal | 7-5, 6-4  | Tableau |
| 2  | 18-03-1974 | Akron Tennis Open Akron       |           | NC       | Moquette (int.) | Rosie Casals Billie Jean King  | Julie Heldman Olga Morozova     | 6-2, 6-4  | Tableau |
| 3  | 03-02-1975 | Virginia Slims of Akron Akron | VS Tour   | 75 000 $ | Moquette (int.) | Françoise Dürr Betty Stöve     | Chris Evert Martina Navrátilová | 7-5, 7-6  | Tableau |
| 4  | 03-02-1976 | Virginia Slims of Akron Akron | VS Tour   | 75 000 $ | Moquette (int.) | Brigitte Cuypers Mona Guerrant | Glynis Coles Florenta Mihai     | 6-4, 7-64 | Tableau |